# شراب بورگونی

نقشه مناطق شراب بورگونی.

شراب بورگونی (به فرانسوی: vin de Bourgogne) شرابی است که در منطقه بورگونی در شرق فرانسه، در دره‌ها و دامنه‌های غرب رودخانه سون، شاخه‌ای از رودخانه رون، تهیه می‌شود. معروف‌ترین شراب‌های تولید شده در این منطقه، و آنهایی که معمولاً با نام بورگونی شناخته می‌شوند، شراب‌های قرمز تهیه شده از انگور پینونوآر و شراب‌های سفید تهیه شده از انگور شاردونی هستند.